# Christian Traoré
Christian Traoré (* 18. April 1982 in Kopenhagen) ist ein ehemaliger dänischer Fußballspieler. Der Abwehrspieler spielte in seiner Laufbahn in seinem Heimatland Dänemark, in Schweden und in Norwegen.

## Werdegang
Traoré entstammt der Jugend des KB Kopenhagen, den er in Richtung FC Kopenhagen verließ. Für diesen machte er als Nachwuchsspieler auch seine ersten Schritte im Erwachsenenbereich, als er im August 2001 in der dänischen Superliga debütierte. Zunächst blieb das Spiel gegen Aalborg BK sein einziger Pflichtspieleinsatz in der höchsten dänischen Liga, 2002 verlieh ihn der Klub an den schwedischen Erstligisten Hammarby IF nach Stockholm. Dort lief er in acht Spielen in der Allsvenskan auf. Auch nach seiner Rückkehr nach Dänemark etablierte er sich nicht beim FC Kopenhagen und trug nur sporadisch zu den Meisterschaften 2003 und 2004 bei, erst in der Spielzeit 2004/05 stand er vermehrt in der Startelf.
Im Sommer 2005 wechselte Traoré innerhalb der Superliga zum FC Midtjylland, dort war er unter Trainer Erik Rasmussen auf Anhieb Stammspieler und erreichte mit der Mannschaft um Simon Poulsen, Mikkel Thygesen und Anders Rasmussen den siebten Tabellenplatz. Zu Beginn seines zweiten Jahrs beim Verein nur noch Ergänzungsspieler, kehrte er Anfang 2007 nach Schweden zu Hammarby IF zurück. Dort war er über weite Strecken Stammkraft, am Ende der Spielzeit 2009 stieg er mit der Mannschaft jedoch in die zweitklassige Superettan ab. Im Frühjahr verlieh ihn der Verein für eine Halbserie an den norwegischen Klub Hønefoss BK in die Tippeligaen, für den er bis zum Sommer 13 Ligaspiele bestritt. Anschließend kehrte er zu Hammarby IF zurück, wo er als Tabellenachter am Ende der Zweitliga-Spielzeit 2010 deutlich den Wiederaufstieg verpasste. An der Seite von Sebastian Castro-Tello, Petter Furuseth, Andreas Dahl, David Johansson und Patrik Gerrbrand lief er jedoch im November des Jahres im Landespokalfinale gegen den Erstligisten Helsingborgs IF auf. Sein letztes Pflichtspiel vor Ablaufen seines Vertrages verlor er durch ein Tor von Rasmus Jönsson mit einer 0:1-Niederlage.
Nach mehreren Monaten ohne Vertrag schloss sich Traoré im Februar 2011 dem dänischen Klub Randers FC an, bei dem er einen bis zum Sommer des Jahres gültigen Vertrag unterzeichnete. Letztlich kam er nicht über den Status eines Ergänzungsspielers hinaus, bis zum Ende der Spielzeit 2010/11 bestritt er sieben Saisonspiele. Wiederum war er anschließend kurzzeitig vereinslos, im September verpflichtete ihn der Ligakonkurrent Lyngby BK bis zum Saisonende. Anfangs war er an der Seite von Rune Pedersen, Dennis Cagara und Bajram Fetai Stammspieler, rückte jedoch nach einem Platzverweis ins zweite Glied. In der Folge sah der Klub nach insgesamt elf Ligaeinsätzen von einer Verlängerung des Engagements ab. Im Sommer 2012 wechselte er daher in die zweite Liga zu HB Køge, wo er im Sommer 2015 seine Karriere beendete.